# 자쿠 I
자쿠 I(영어: Zaku I, 일본어: ザクI, ザク・ワン)은 《건담 시리즈》에 등장하는 모빌 슈트(MS)로 분류되는 가공의 유인 조종식 인간형 로봇 병기이다. 1979년에 방영된 TV 애니메이션 《기동전사 건담》에서 처음으로 등장했다.
작품 내에서 적측 세력인 지온 공국군의 양산기로 후계기인 자쿠 II에 주력 모빌 슈트(MS) 자리를 내준 구식 기체로 설정되어 있다. 기체 컬러는 주로 남색과 짙은 녹색이다. TV 애니메이션 《기동전사 건담》에 작품 내에서는 가뎀의 탑승기로 등장하고, TV판을 재편집한 극장판 3부작의 제3편 《기동전사 건담 III 해후의 우주》에서는 단역으로 등장한다.
《기동전사 건담》 작품 내에서는 후계기인 "자쿠 II"와 일괄해서 "자쿠"로 불린다. 이 밖에 명칭으로는 "구 자쿠", "구형 자쿠" 등이 있다. 메카닉 디자인은 오오카와라 쿠니오가 담당하였다.

## 같이 보기
- 자쿠 II